# Pseudogerespa niviferus
Pseudogerespa niviferus är en fjärilsart som beskrevs av Paul Dognin 1912. Pseudogerespa niviferus ingår i släktet Pseudogerespa och familjen nattflyn. Inga underarter finns listade i Catalogue of Life.